# Kirche der heiligen Paraskiva (Blansko)

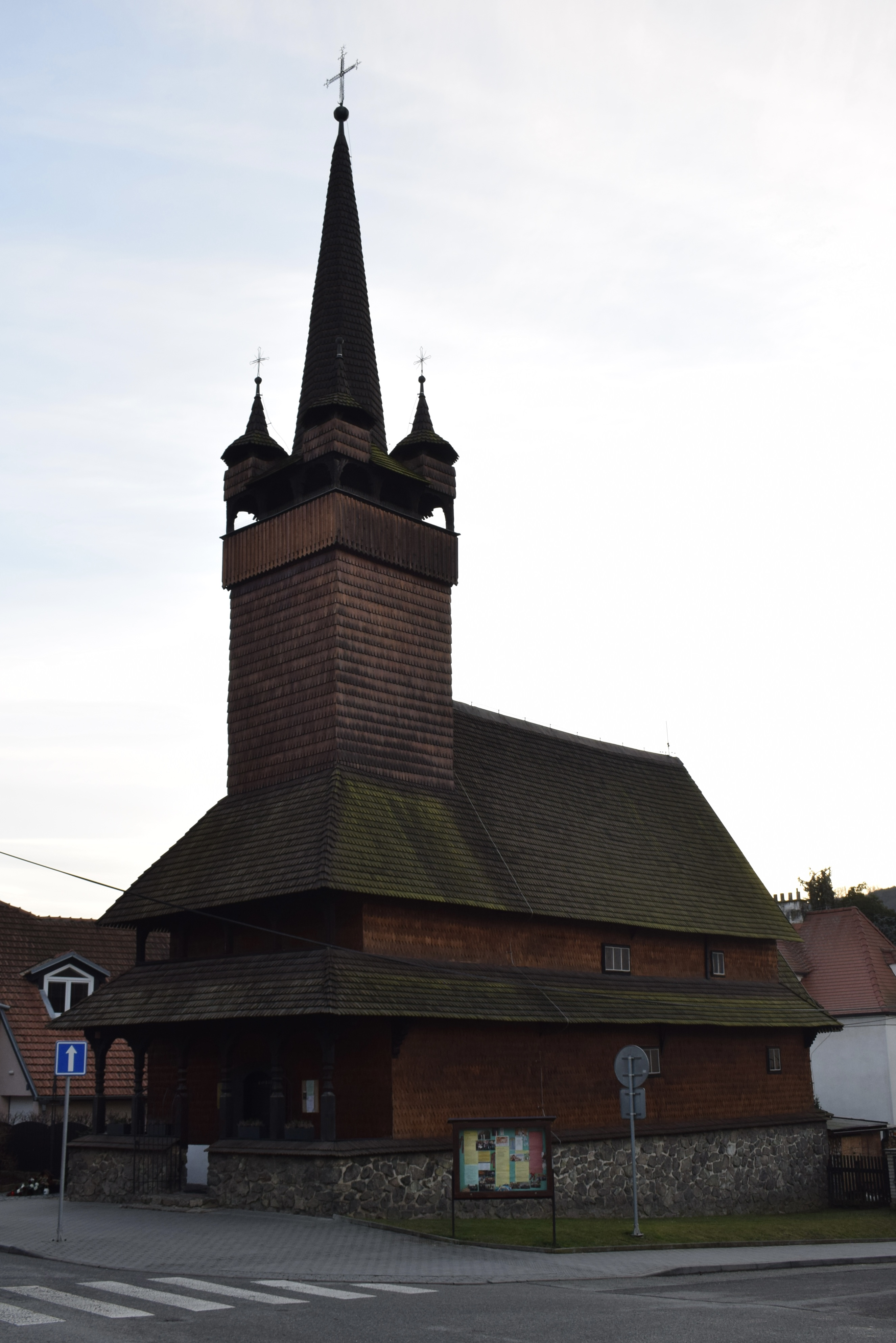
Außenansicht von Nord-Ost

Die Kirche der heiligen Paraskiva (tschechisch Dřevěný kostelík sv. Paraskivy, auch Církev československá husitská v Blansku) befindet sich seit ihrer Versetzung 1936 bis 1937 in Blansko in Tschechien. Ursprünglich stammt die zwischen 1601 und 1641 errichtete Kirche aus Nyschnje Selyschtsche bei Chust in der heutigen Ukraine. Sie ist eine jener karpatischen Holzkirchen, die vor dem Zweiten Weltkrieg innerhalb der Tschechoslowakei in den tschechischen Landesteil versetzt wurden.

## Bauwerk
Der Bau ist eine typische Holzkirche der Maramureș-Region. Es handelt sich um eine reduzierte Basilika, deren Hauptschiff ein Tonnengewölbe trägt und mit einem Walmdach bedeckt ist. Der auf rechteckigem Grundriss errichtete schlanke Kirchturm schließt mit einem Pyramidendach, an dem vier kleinere Ecktürme ansetzen. Die Außenseite des Baus ist mit Schindeln verkleidet. Bei ihrer Versetzung erhielt die Kirche ein steinernes Fundament. Das Kircheninnere ist seit 1946 mit Lärchenbrettern bedeckt.
Teile der ursprünglichen Kirchenausstattung sind im Innenraum der Kirche erhalten, diese umfassen den oberen Teil der Ikonostase, die ehemals zur Ikonostase gehörige „königliche Tür“ sowie einige Ikonen.

## Geschichte
Der Bau begann bereits 1601, jedoch wurde er zunächst nicht fertiggestellt, da die Bewohner von Nyschnje Selyschtsche im Verlauf des Dreißigjährigen Krieges durch Krankheiten ausgelöscht wurden. Erst nach der Neubesiedlung des Dorfes konnten die Arbeiten an der Kirche 1641 abgeschlossen werden. Zunächst von orthodoxen Gläubigen genutzt, diente sie später einer griechisch-katholischen Gemeinde. Patronin der Kirche war die heilige Paraskiva. Nach dem Anschluss der Karpatenukraine an die Tschechoslowakei verfiel das Gotteshaus zusehends, da in Nyschnje Selyschtsche nun eine neue Kirche aus Stein errichtet und die Holzkirche nicht mehr genutzt wurde.
Als 1928 das Messegelände Brünn eröffnete, war zunächst im Gespräch, das Kirchengebäude als permanentes Ausstellungsstück dorthin zu versetzen. Da man nach einiger Zeit jedoch zum Schluss kam, dass das Messegelände keinen geeigneten Ort für das Gebäude darstellte, bot man es schließlich dem Bistum Olmütz der Tschechoslowakischen Hussitischen Kirche an. 1935 reichte das Bistum das Angebot an die Kirchengemeinde in Blansko weiter. 1936 baute man die Kirche in Nyschnje Selyschtsche ab und transportierte sie auf dem Bahnweg nach Blansko, wo sie am 23. Mai 1937 durch den Olmützer Bischof Josef Rostislav Stejskal geweiht wurde. 1945 nahm die Kirche bei einem alliierten Bombenangriff auf das damals im Protektorat Böhmen und Mähren gelegene Blansko schweren Schaden. 1946 wurde die Kirche nach umfassenden Reparaturen wieder in Betrieb genommen. Im Rahmen dieser Instandsetzung erfolgten wesentliche Veränderungen an der Kirche. Unter anderem brachte man im Inneren eine Verkleidung aus Lärchenbrettern an, um nicht mehr auszugleichende Unebenheiten an den Balken zu verdecken.
2005 wurden die Schindeln erneuert, die das Äußere der Kirche bedecken. Zudem wurde in den letzten Jahren der Innenraum der Kirche komplett restauriert. 2013 wurde eine neue Orgel installiert.

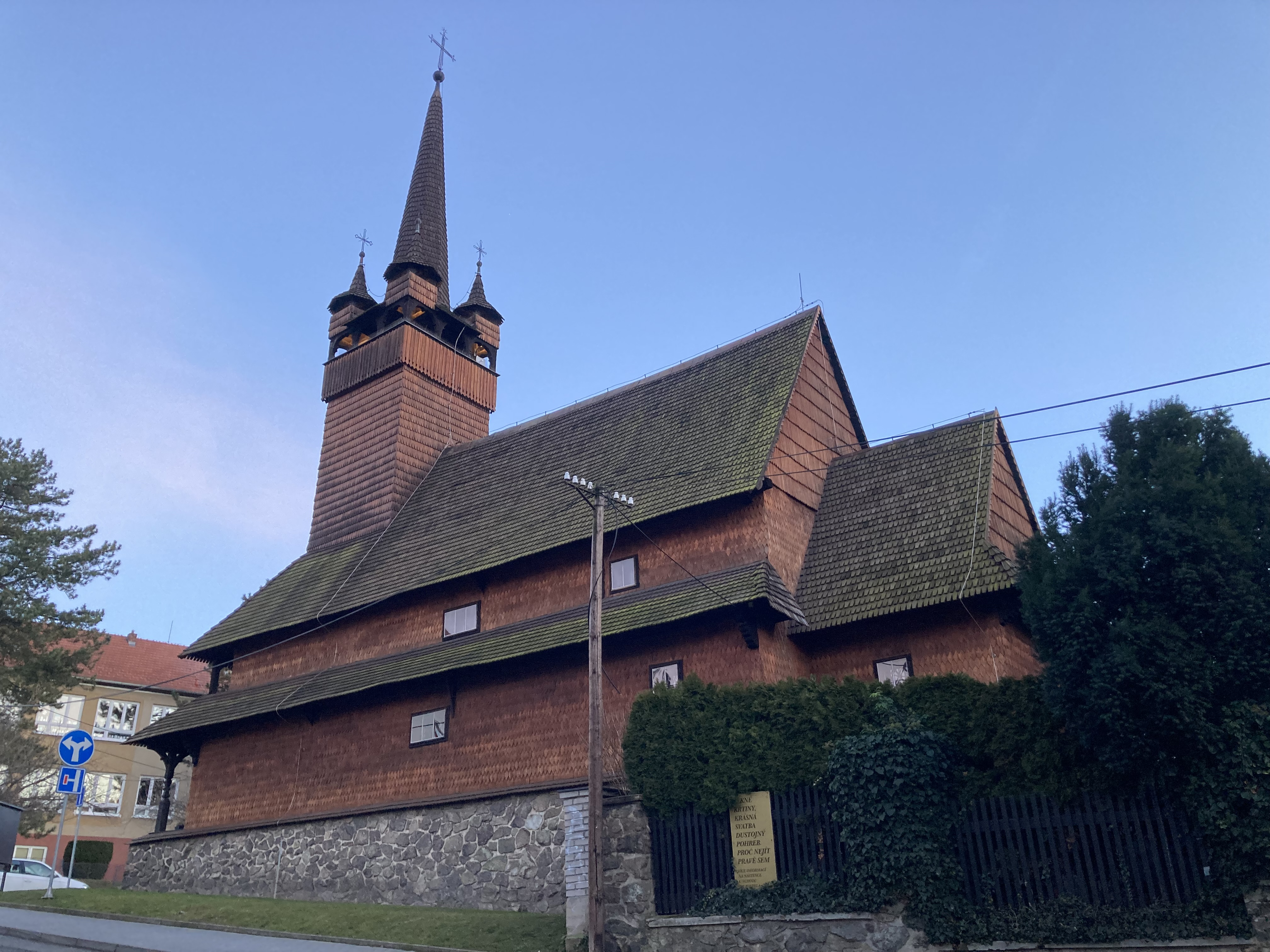
Außenansicht von Nord-Westen
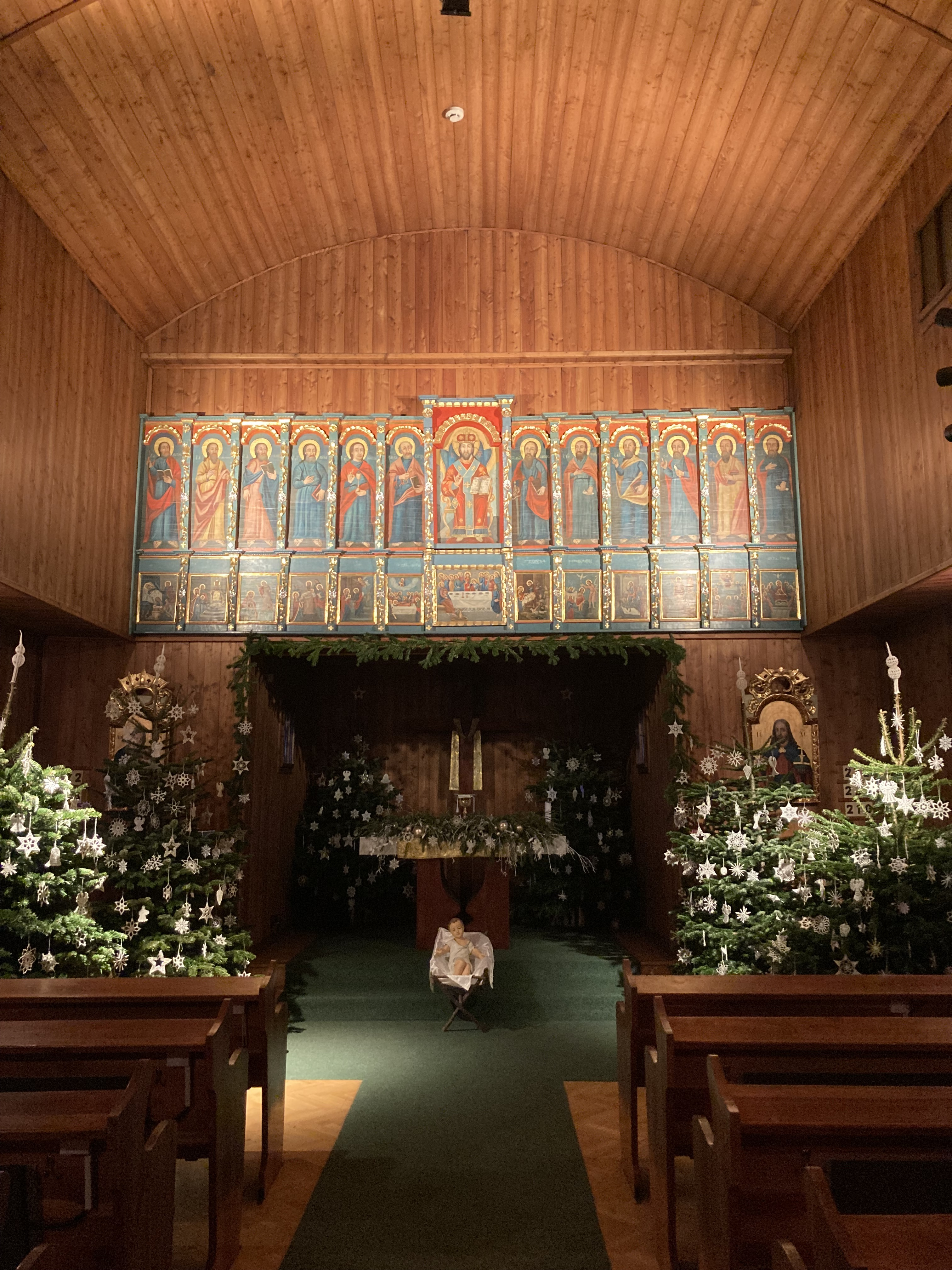
Blick in den Altarraum
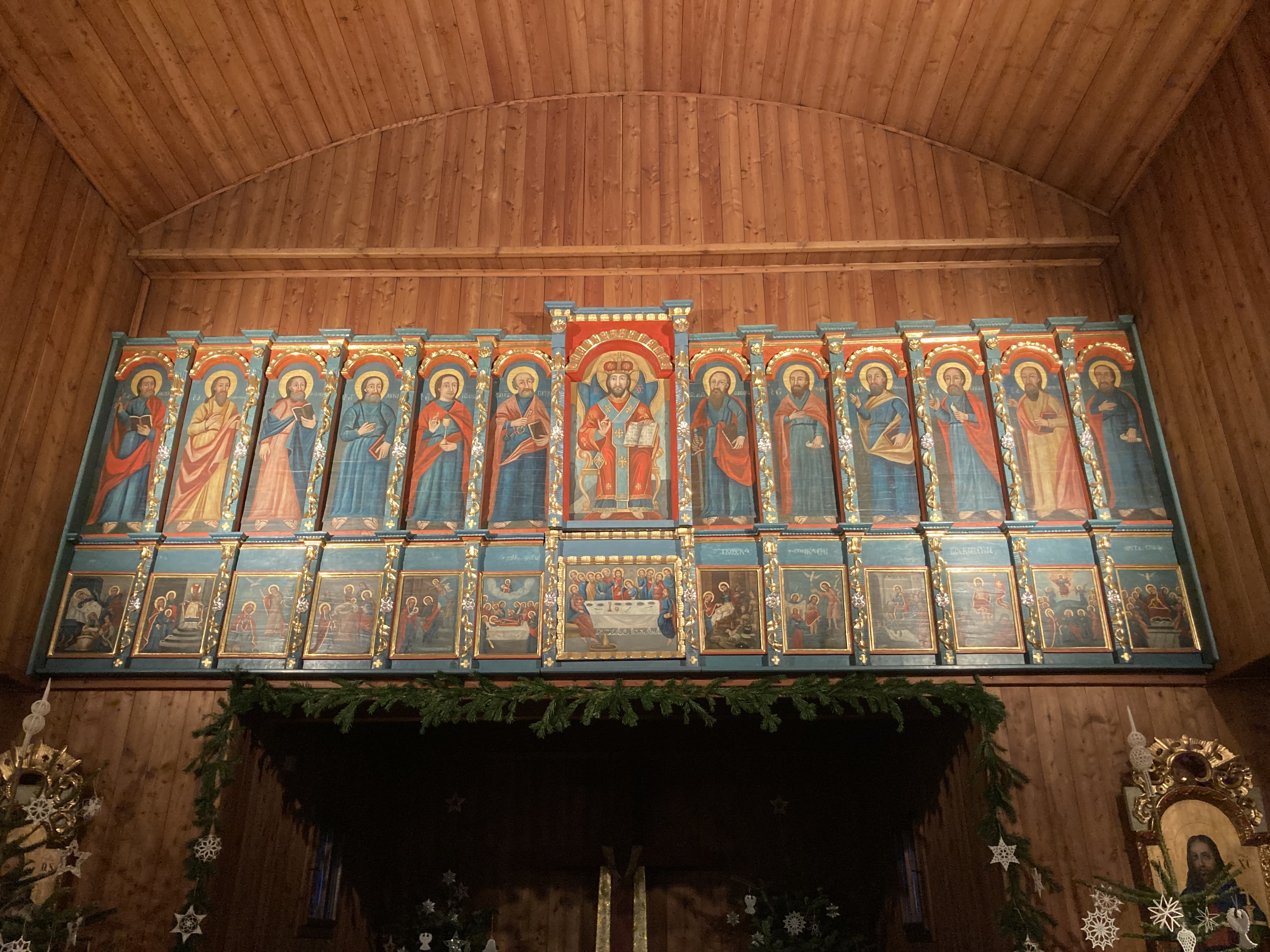
Erhaltener oberer Teil der Ikonostase, Detailaufnahme
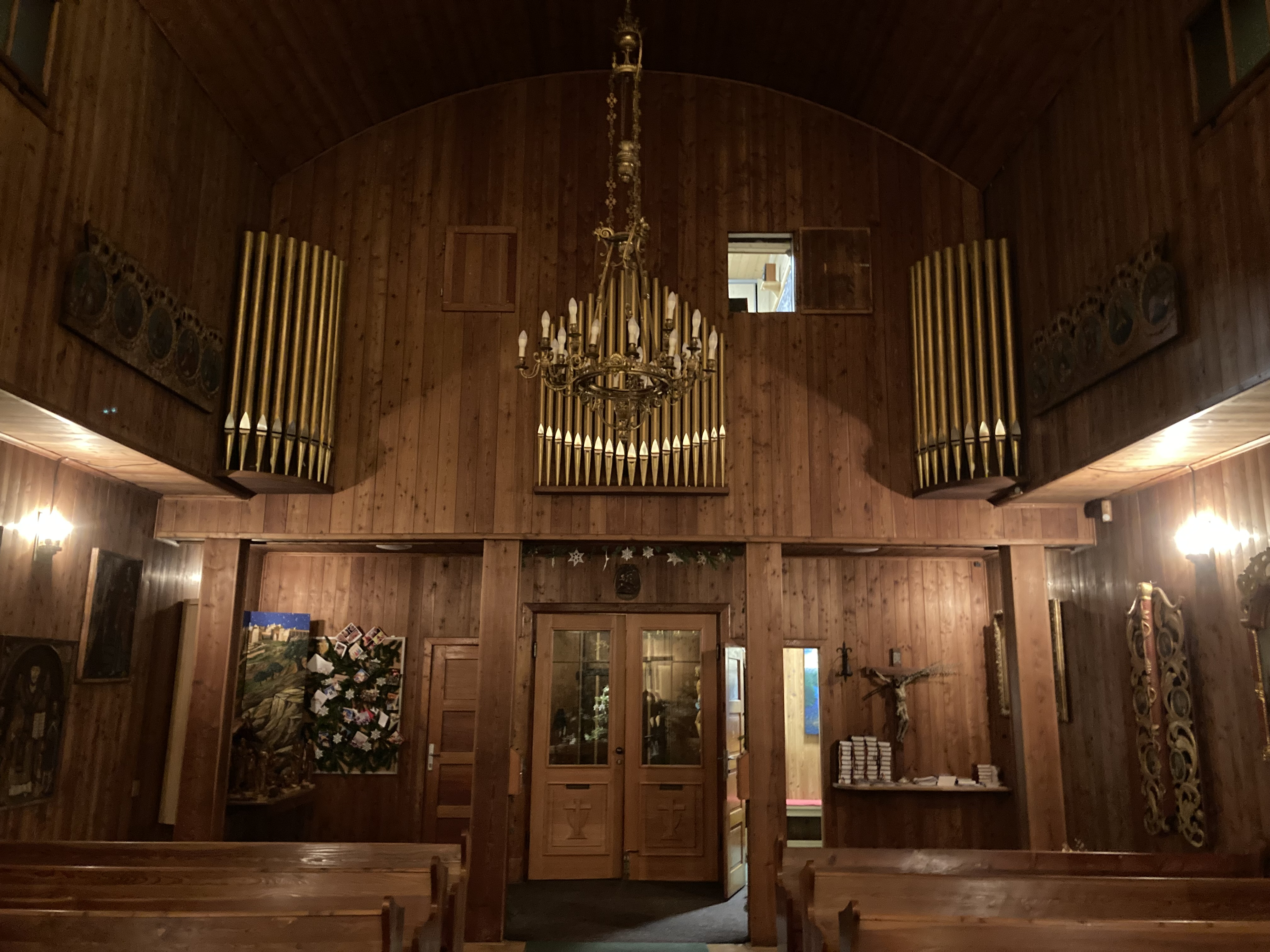
Blick in Richtung Eingang
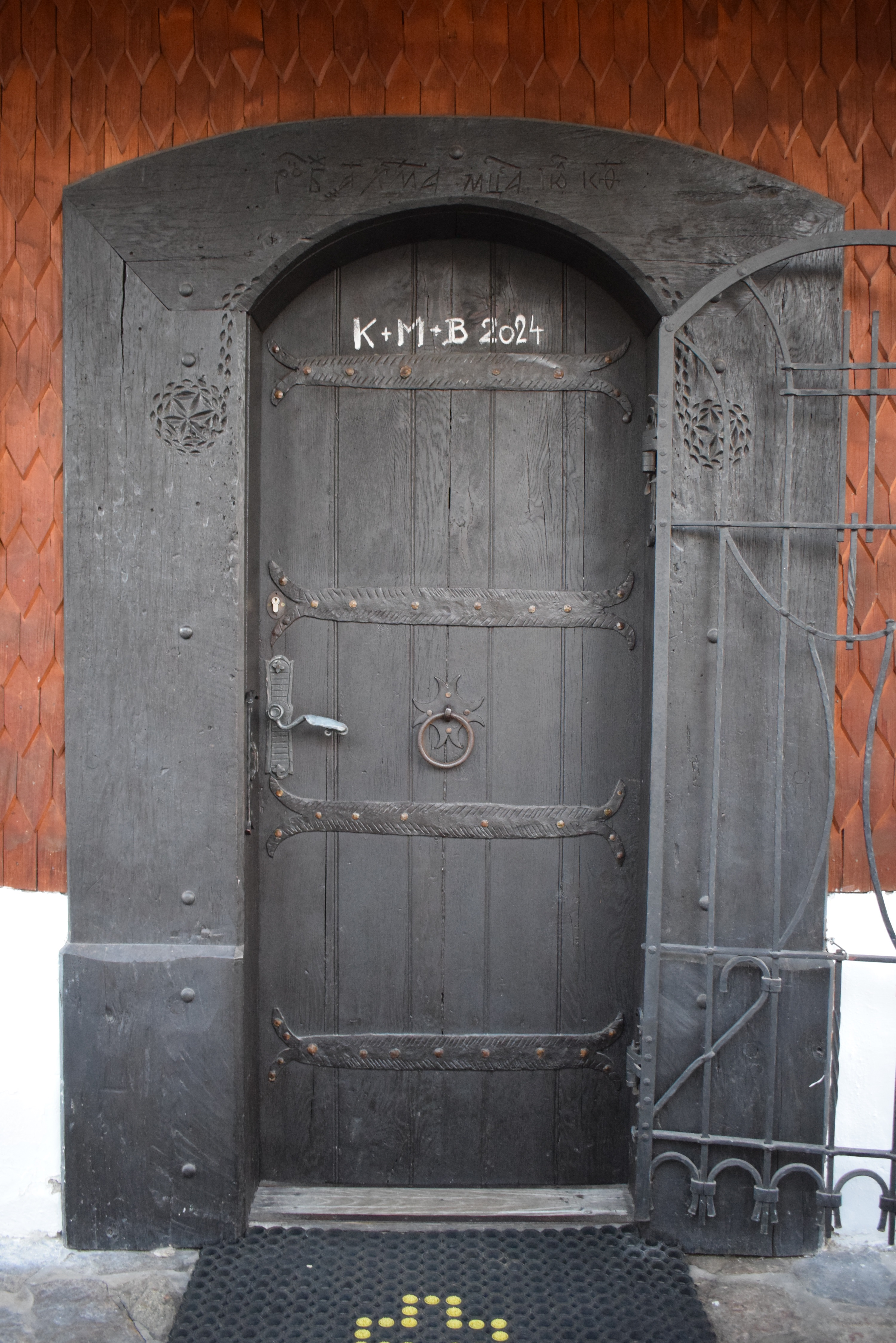
Haupteingang mit Schnitzereien und altkirchenslawischer Bauinschrift
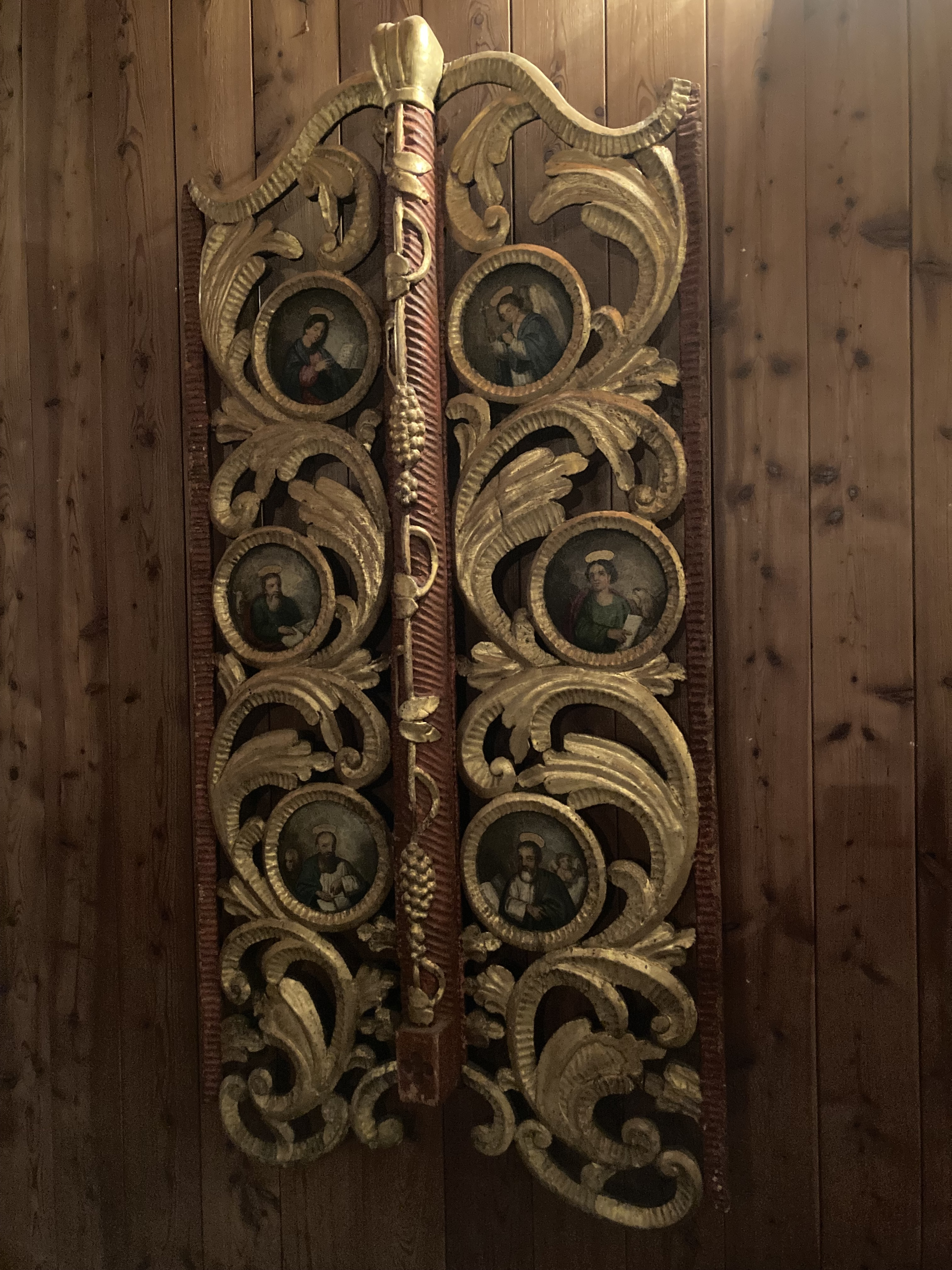
„Königliche Tür“, ehemals Teil der Ikonostase